# Conepatus semistriatus
Lo skunk delle Amazzoni (Conepatus semistriatus Boddaert, 1785) è una delle quattro specie di skunk dal naso di porco della famiglia dei Mefitidi. È diffuso dal Messico meridionale fino alle regioni settentrionali del Sudamerica, oltre che in una zona geograficamente isolata da questa, nel Brasile orientale.

## Descrizione

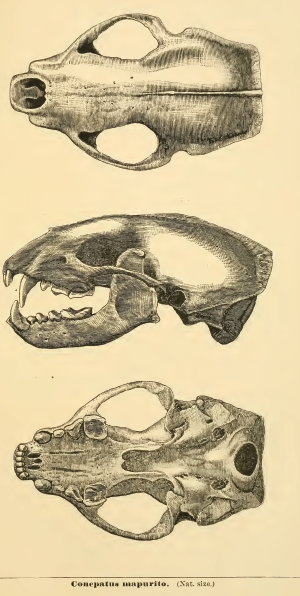
Cranio

Lo skunk delle Amazzoni ha una lunghezza testa-tronco di 34–50 cm, e una coda di 16,6–31 cm. Pesa tra 1 400 e 3 500 g; generalmente le femmine sono più piccole dei maschi.
Il dorso dello skunk delle Amazzoni è nero con un'area bianca che parte dalla nuca e si estende lungo tutta la regione superiore, biforcandosi in due strisce separate da una sottile striscia nera. La coda è ricoperta di peli bianchi e neri, più brevi di quelli delle altre specie del genere. La pelliccia è più setolosa rispetto a quella delle altre specie di moffetta. Come tutte le altre specie del suo genere, ha naso lungo e nudo.

## Distribuzione e habitat
Lo skunk delle Amazzoni è presente in due aree non contigue (disgiunte) dell'America Latina. Quella settentrionale inizia nel sud del Messico e si estende attraverso gli Stati dell'America centrale e lungo le zone costiere del Sudamerica fino alle Ande settentrionali del Perù e del Venezuela e agli llanos della Colombia. L'altra comprende una fascia del Brasile orientale.
Queste moffette dal dorso bianco abitano una vasta gamma di ecosistemi; in particolare si incontrano nelle zone ai piedi delle montagne, con alberi sparsi o matorral. Evitano le zone di deserto e le fitte foreste. Le popolazioni più numerose si concentrano nelle zone rocciose, con alberi sparsi.

## Biologia
Lo skunk delle Amazzoni ha abitudini notturne e si nutre di invertebrati e piccoli vertebrati che dissotterra dal terreno. In Venezuela sono stati registrati territori di estensione variabile tra i 18 e i 53 ettari. Come rifugio, utilizza le gallerie scavate dagli armadilli, ma può anche costruire da solo la propria tana. Dopo un periodo di gestazione di circa sessanta giorni, la femmina dà alla luce quattro o cinque piccoli. Al di fuori dei gruppi costituiti dalle femmine e dai propri piccoli, gli skunk delle Amazzoni tendono a condurre un'esistenza solitaria. Come tutte le altre moffette, per difendersi questi animali spruzzano un liquido nauseabondo prodotto dalle ghiandole anali.

## Tassonomia
Gli studiosi riconoscono sei sottospecie:
- C. s. semistriatus Boddaert, 1785, diffusa in Venezuela e Colombia.
- C. s. amazonicus Lichtenstein, 1838, originaria del Brasile orientale (Stati di Ceará, Maranhão e Bahia).
- C. s. taxinus Thomas, 1924, originaria del Perù settentrionale (regione di Amazonas).
- C. s. trichurus Thomas, 1905, diffusa a Panama e nella Costa Rica.
- C. s. yucatanicus Goldman, 1943, diffusa nel Messico meridionale e in Guatemala.
- C. s. zorrino Thomas, 1901, propria del Perù settentrionale (regione di La Libertad).

## Conservazione
L'Unione Internazionale per la Conservazione della Natura (IUCN), considerato il vasto areale e la sua adattabilità ai cambiamenti dell'habitat, classifica lo skunk delle Amazzoni come specie «a rischio minimo» (LC).
Fattori di minaccia di minore importanza sono costituiti dalla caccia commerciale per la pelle e la pelliccia e, in alcune aree, dall'impiego in agricoltura dei pesticidi.